# Rhyncomya fasciata
Rhyncomya fasciata är en tvåvingeart som först beskrevs av Macquart 1846.  Rhyncomya fasciata ingår i släktet Rhyncomya och familjen spyflugor.
Artens utbredningsområde är Colombia. Inga underarter finns listade i Catalogue of Life.